# Ranja Bonalana
Ranja-Mona Bonalana (* 1973 in Berlin; geb. Helmy) ist eine deutsche Synchronsprecherin sowie Sprecherin von Hörspielen und Hörbüchern.

## Leben und Werk
Ihren ersten Fernsehauftritt hatte Ranja Bonalana – damals noch Ranja Helmy – 1986 in der Fernsehserie Ich heirate eine Familie, in der sie in der Folge „Neuigkeiten“ die Babysitterin Marion verkörperte. Seit 1984 arbeitet sie erfolgreich als Synchronsprecherin in diversen Fernsehserien und Spielfilmen. Nebenbei ist sie auch eine gefragte Hörbuchinterpretin. Sie sprach Reese Witherspoon als June Carter in Walk the Line. Bekannt geworden ist sie durch ihre Hauptrolle in der Hörspielserie Wendy.
Bonalana ist mit dem Synchronsprecher Thomas Nero Wolff verheiratet. Ihr Bruder Tarek Helmy und ihre Tochter Valentina Bonalana sind ebenfalls Synchronsprecher.

## Synchronarbeiten (Auswahl)
Jordana Brewster
- 2001: als Mia Toretto in The Fast and the Furious
- 2009: als Mia Toretto in Fast & Furious – Neues Modell. Originalteile.
- 2011: als Mia Toretto in Fast & Furious Five
- 2013: als Mia Toretto in Fast & Furious 6
- 2015: als Mia Toretto in Fast & Furious 7
- 2021: als Mia Toretto in Fast & Furious 9

Julia Stiles
- 2000: als Imogen in Den Einen oder Keinen
- 2000: als Ophelia in Hamlet
- 2000: als Carla in State and Main
- 2001: als Desi Brable in O – Vertrauen, Verführung, Verrat
- 2002: als Nicolette „Nicky“ Parsons in Die Bourne Identität
- 2003: als Becky in Gelegenheit macht Liebe
- 2003: als Joan Brandwyn in Mona Lisas Lächeln
- 2004: als Nicolette „Nicky“ Parsons in Die Bourne Verschwörung
- 2004: als Paige Morgan in Der Prinz & ich
- 2006: als Katherine Thorn Robert in Das Omen
- 2007: als Nicolette „Nicky“ Parsons in Das Bourne Ultimatum
- 2011: als Lumen Ann Pierce in Dexter (Fernsehserie)
- 2012: als Veronica in Silver Linings
- 2013: als Joanna Reece in Unter Beobachtung
- 2016: als Nicolette „Nicky“ Parsons in Jason Bourne

Marley Shelton
- 1997: als Brooke Kingsley in No Night Stand
- 2001: als Chloe in Bubble Boy
- 2007: als Dr. Dakota Block in Death Proof – Todsicher

Rachel McAdams
- 2002: als Jessica in Hot Chick – Verrückte Hühner
- 2004: als Regina George in Girls Club – Vorsicht bissig!
- 2005: als Amy Stone in Die Familie Stone – Verloben verboten!
- 2005: als Lisa Reisert in Red Eye
- 2005: als Claire Cleary in Die Hochzeits-Crasher
- 2009: als Clare Abshire/DeTamble in Die Frau des Zeitreisenden
- 2009: als Della Frye in State of Play – Stand der Dinge
- 2009: als Irene Adler in Sherlock Holmes
- 2011: als Becky Fuller in Morning Glory
- 2011: als Inez in Midnight in Paris
- 2013: als Mary in Alles eine Frage der Zeit
- 2015: als Maureen Hope in Southpaw
- 2016: als Sacha Pfeiffer in Spotlight
- 2016: als Christine Palmer in Doctor Strange
- 2022: als Christine Palmer in Doctor Strange in the Multiverse of Madness

Renée Zellweger
- 2001: als Bridget Jones in Bridget Jones – Schokolade zum Frühstück
- 2003: als Barbara Novak in Down with Love – Zum Teufel mit der Liebe!
- 2004: als Bridget Jones in Bridget Jones – Am Rande des Wahnsinns
- 2006: als Beatrix Potter in Miss Potter
- 2008: als Allison French in Appaloosa
- 2008: als Lexi Littleton in Ein verlockendes Spiel
- 2009: als Lucy Hill in New in Town
- 2009: als Emily Jenkins in Fall 39
- 2009: als Anne Deveraux in My One and Only
- 2016: als Bridget Jones in Bridget Jones’ Baby

Rosamund Pike
- 2002: als Miranda Frost in James Bond 007 – Stirb an einem anderen Tag
- 2005: als Samantha Grimm in Doom – Der Film
- 2009: als Helen in An Education
- 2010: als Lisa Hopkins in We Want Sex
- 2010: als Miriam Grant-Panofsky in Barney’s Version
- 2012: als Andromeda in Zorn der Titanen
- 2012: als Helen Rodin in Jack Reacher
- 2014: als Amy Dunn in Gone Girl – Das perfekte Opfer

Rose Byrne
- 2007: als Cassie in Sunshine
- 2009: als Diana Wayland in Knowing – Die Zukunft endet jetzt
- 2011: als Moira MacTaggert in X-Men: Erste Entscheidung
- 2013: als Nat in Das hält kein Jahr…!
- 2014: als Moira MacTaggert in X-Men: Apocalypse
- 2014: als Justine in Adult Beginners
- 2014: als Grace (Sprache) in Annie
- 2015: als Lori in Mit besten Absichten
- 2015: als Raina Boyanov in Spy – Susan Cooper Undercover
- 2016: als Kelly Radner in Bad Neighbors 2
- 2018: als Bea in Peter Hase
- 2020: als Mel Carter in Lady Business
- 2021: als Bea in Peter Hase 2 – Ein Hase macht sich vom Acker
- 2023: als Leatherhead in Teenage Mutant Ninja Turtles: Mutant Mayhem

Selma Blair
- 2004: als Liz Sherman in Hellboy
- 2008: als Liz Sherman in Hellboy – Die goldene Armee
- 2012–2013: als Kate in Anger Management (Fernsehserie)
- 2016: als Karen in Ordinary World – Eine ganz normale Rockstar-Welt

### Filme
- 1994: Eliza Dushku als Dana Tasker in True Lies – Wahre Lügen
- 1995: Natalie Portman als Lauren Gustafson in Heat
- 1998: Sarah Silverman als Brenda in Verrückt nach Mary
- 2001: Jessica Capshaw als Dorothy Wheeler in Schrei wenn Du kannst
- 2001: Crystal Scales als Libby in Jimmy Neutron – Der mutige Erfinder
- 2002: Eliza Dushku als Danielle in The New Guy
- 2003: Kate Beckinsale als Selene in Underworld
- 2003: Rachael Leigh Cook als Shmally in Abgezockt!
- 2005: Reese Witherspoon als June Carter in Walk the Line
- 2005: Kelly Brook als Jennifer Matson in Gestrandet im Paradies
- 2005: Sunny Mabrey als Charlie Mayweather in XXx 2 – The Next Level
- 2007: Cameron Richardson als Claire Wilson in Alvin und die Chipmunks – Der Kinofilm
- 2009: Emily Deschanel als Dr. Farquad in Beim Leben meiner Schwester
- 2011: Jaimie Alexander als Lady Sif in Thor
- 2011: Evangeline Lilly als Bailey Tallet in Real Steel
- 2012: Jennifer Lopez als Shira in Ice Age 4 – Voll verschoben
- 2013: Evangeline Lilly als Tauriel in Der Hobbit: Smaugs Einöde
- 2013: Jaimie Alexander als Lady Sif in Thor – The Dark Kingdom
- 2014: Evangeline Lilly als Tauriel in Der Hobbit: Die Schlacht der Fünf Heere
- 2015: Eloise Mumford als Katherine „Kate“ Kavanagh in Fifty Shades of Grey
- 2016: Jennifer Lopez als Shira in Ice Age – Kollision voraus!
- 2017: Eloise Mumford als Katherine „Kate“ Kavanagh in Fifty Shades of Grey – Gefährliche Liebe
- 2019: als Biebermädchen Fritzi in Der Kleine Rabe Socke – Suche nach dem verlorenen Schatz
- 2022: Jaimie Alexander als Lady Sif in Thor: Love and Thunder

### Serien
- 1987–1990: Russi Taylor als Tick, Trick und Track in DuckTales – Neues aus Entenhausen
- 1987–1991: Maureen Flannigan als Evie Ethel Garland in Mein Vater ist ein Außerirdischer
- 1990–1996: Tatyana Ali als Ashley Banks in Der Prinz von Bel-Air
- 1991–1998: Staci Keanan als Dana Foster in Eine starke Familie
- 1994–1998: Joely Fisher als Paige Clark in Ellen
- 1994–1998: Tress MacNeille als Dot Warner in Animaniacs
- 1995–1996: Marama Jackson als Wendy Thorsteeg in Wendy
- 1997: Christine Taylor als Bonnie in Friends
- 1998–2000: Michiko Neya als Doc in Der Planet der Dinosaurier
- 1998–2001: Shannen Doherty als Prudence „Prue“ Halliwell in Charmed – Zauberhafte Hexen
- 1999–2002: Amber Benson als Tara Maclay in Buffy – Im Bann der Dämonen
- 1999–2004: Kim Raver als Kimberly „Kim“ Zambrano in Third Watch – Einsatz am Limit
- 2001–2010: Sarah Chalke als Dr. Elliot Reid in Scrubs – Die Anfänger
- 2002–2006: Crystal Scales als Libby Fellfax in Jimmy Neutron
- 2002–2011: als Mama in Lauras Stern
- 2004: Heather Stephens als Kendra Taylor in Desperate Housewives
- 2004–2005: Brandy Ledford als Doyle in Andromeda
- 2004–2006: Ashley Johnson als Terra in Teen Titans
- 2004–2010: Evangeline Lilly als Katherine „Kate“ Austen in Lost
- 2005: Juliette Lewis als Paula Wisconsin in Free for All
- 2005–2007: Kim Raver als Audrey Heller-Raines in 24
- 2006: Lacey Chabert als Donna Ellis in Ghost Whisperer – Stimmen aus dem Jenseits
- 2006–2010: Joely Fisher als Joy Stark in Ehe ist…
- 2006–2008, 2015: Scottie Thompson als Jeanne Benoit in Navy CIS
- 2006–2017: Emily Deschanel als Dr. Temperance „Bones“ Brennan in Bones – Die Knochenjägerin
- 2010–2012, seit 2018: Kim Raver als Dr. Theodora „Teddy“ Altman in Grey’s Anatomy
- 2011: Katie Cassidy als Juliet Sharp in Gossip Girl
- 2011–2015: Tiffani-Amber Thiessen als Elizabeth Burke in White Collar
- 2012: Sarah Chalke als Kate Swanson in Mad Love
- 2013–2018: Keri Russell als Elizabeth Jennings in The Americans
- 2014: Kim Raver als Audrey Boudreau in 24: Live Another Day
- 2014–2015: Jaimie Alexander als Lady Sif in Marvel’s Agents of S.H.I.E.L.D.
- 2016–2017: als Biebermädchen Fritzi in Der kleine Rabe Socke
- 2017: Lauren Cohan als Maggie Greene in The Walking Dead (2 Episoden, Vertretung für Nana Spier)
- 2017: Inbar Lavi als Sheba in Prison Break
- 2017–2023: Rachel Brosnahan als Midge Maisel in The Marvelous Mrs. Maisel
- 2020: Kim Raver als Dr. Theodora „Teddy“ Altman in Seattle Firefighters – Die jungen Helden (Station 19)
- 2021: Jaimie Alexander als Lady Sif in Loki
- 2021: Jaimie Alexander als Lady Sif in What If…?
- 2022–2024: Vanessa Lachey als Jane Tennant in Navy CIS: Hawaiʻi und Navy CIS

### Computerspiele
- 2005: Thara im deutschen Ankh
- 2013: Dr. Elizabeth Veronica Darling im deutschen Far Cry 3: Blood Dragon
- 2014: Josephine Montilyet im deutschen Dragon Age: Inquisition
- 2014: Nicole „Nicky“ Pearce im deutschen Watch Dogs
- 2020: Heldin Echo im deutschen Overwatch[2]

## Hörspiele und Hörbücher (Auswahl)
- Wendy als ‚Wendy Thorsteeg‘
- … und nebenbei Liebe als ‚Stefanie Wagner‘
- Feuerwehrmann Sam als ‚Schwester Flood‘
- Richard Diamond als ‚Helen Asher‘
- Kathy Reichs: Fahr zur Hölle, Random House Audio Köln, 2011, ISBN 978-3-8371-0969-6, gekürzt, 6 CDs, 420 Min.
- Dietmar Bittrich: Opa kriegt nichts mehr zu trinken! – Neue Weihnachtsgeschichten mit der buckligen Verwandtschaft, Erscheinungsjahr 2015, Argon Verlag GmbH
- Susan Mallery: Ein Cowboy küsst selten allein, Harber Collins bei Lübbe Verlag 2017, gekürzt, 268 Min. (Lübbe Audio)
- Paula Stern: Tage des Aufbruchs, Harper Audio (Audible, 2020)
- Anika Decker & Katja Berlin: Nachrichten von Männern (gemeinsam mit Steffen Groth & Nana Spier), Hörbuch Hamburg 2021, ISBN 978-3-95713-219-2